# Michael Smuss

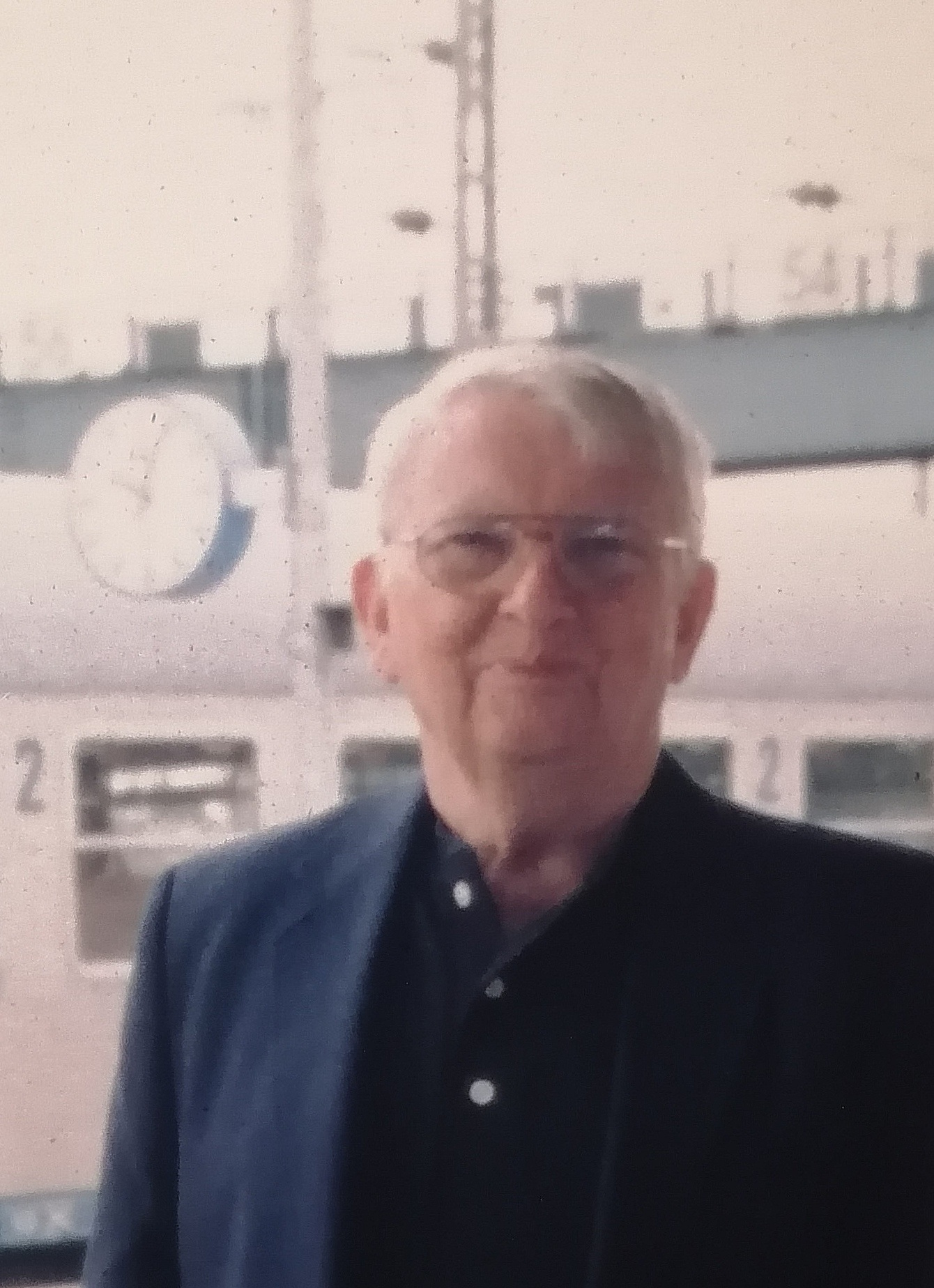
Michael Smuss, Hbf IN/BY (vor 2000).

Michael Smuss (hebräisch מייקל סמוס, * 15. April 1926 in der Freien Stadt Danzig) ist ein ehemaliger jüdischer Widerstandskämpfer, Überlebender des Holocaust, engagierter Zeitzeuge und autodidaktischer Künstler.
Während des Zweiten Weltkriegs schloss er sich dem aktiven Widerstand an und kämpfte im Warschauer Ghettoaufstand. Nach der Niederschlagung des Aufstands wurde er in verschiedene Konzentrationslager und Außenlager deportiert, unter anderem nach Wieliczka und Flossenbürg. Dort wurde er zur Zwangsarbeit eingesetzt, bevor er im Frühjahr 1945 einen Todesmarsch überlebte.
Heute lebt Smuss in Tel Aviv, wo er sich als Künstler betätigt.

## Leben

### Herkunft und Vertreibung – Die frühen Jahre
Smuss wurde in der Freien Stadt Danzig geboren (heute: Gdańsk, Polen). Er wuchs in einer jüdischen Kaufmannsfamilie in der Altstadt auf. Die Familie betrieb dort ein Geschäft für Galanteriewaren und Parfümerie in der Heilige-Geist-Gasse 141, polnisch Ulica Świętego Ducha.
Mit dem Erstarken der Nationalsozialisten in Danzig Anfang der 1930er Jahre verschlechterte sich die Situation für die jüdische Bevölkerung zunehmend. Die Nähe des elterlichen Geschäfts zum regionalen Parteibüro der NSDAP führte zu zunehmenden Anfeindungen. Der Alltag in der „Freien“ Stadt geriet zum Spießrutenlauf. Die vom Senatspräsidenten Rauschnigg einst feierlich zugesicherte „volle Freiheit zur Ausübung geschäftlicher Tätigkeit im Danziger Gebiet“ war zu einer hohlen Phrase verkommen. Infolge der Repressionen gegen Jüdinnen und Juden sah sich die Familie 1938 zur Emigration gezwungen. Sie verließen Danzig und zogen nach Lodz.

### Im Warschauer Ghetto – Überleben und Widerstand
Nach dem deutschen Überfall auf Polen am 1. September 1939 floh Michael Smuss gemeinsam mit seinem Vater nach Warschau. Seine Mutter und Schwester verblieben zunächst in Łódź und überlebten den Krieg dort.
In Warschau lebte Smuss im seit November 1940 eingerichteten Warschauer Ghetto, einem Sammellager, in dem die jüdische Bevölkerung unter katastrophalen Bedingungen interniert war. Die Lebensverhältnisse waren geprägt von Überbelegung, Hunger, Zwangsarbeit, Krankheiten und ständiger Bedrohung durch Deportation.

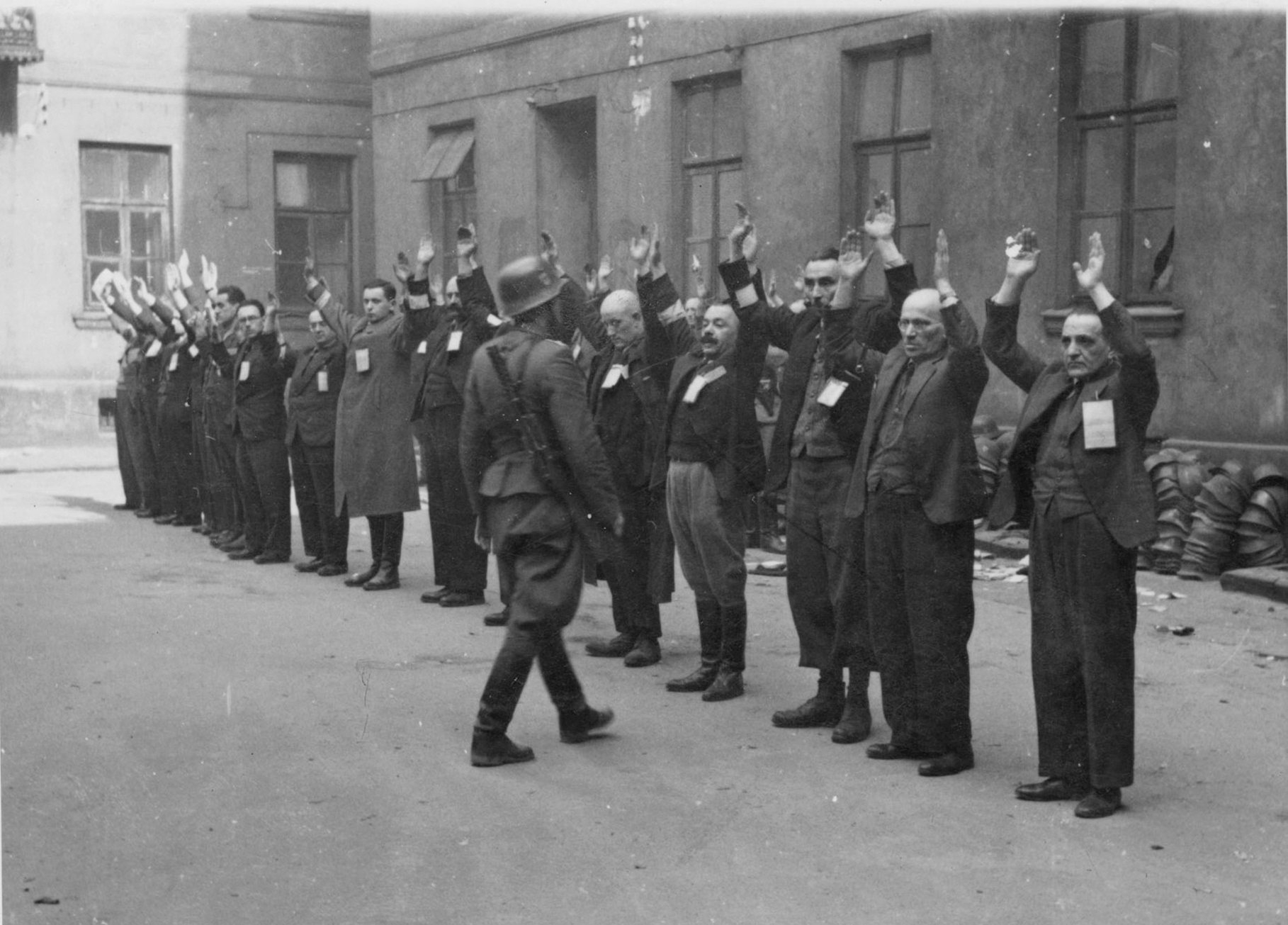
Die Verhaftung der Zwangsarbeiter der Rüstungsfirma Brauer (4.1943).

Laut eigenen Angaben schloss sich Smuss 1943 dem jüdischen Widerstand im Ghetto an. Er war in einer Untergrundgruppe der sozialistisch-zionistischen Jugendorganisation HaShomer haZaʿir aktiv, die unter der Leitung von Mordechaj Anielewicz stand. In dieser Funktion war er unter anderem als Kurier tätig – er schmuggelte Nachrichten aus dem Ghetto und Waffen hinein.
Während des am 19. April 1943 ausbrechenden Aufstands im Warschauer Ghetto beteiligte sich Smuss nach eigener Aussage verdeckt an den Kampfhandlungen. Nach der Niederschlagung des Aufstands wurde er gemeinsam mit seinem Vater und weiteren Arbeitskollegen festgenommen. Der Vorfall wurde im sogenannten Stroop-Bericht dokumentiert, der die gewaltsame Zerschlagung des Ghettos aus Sicht der SS beschreibt.

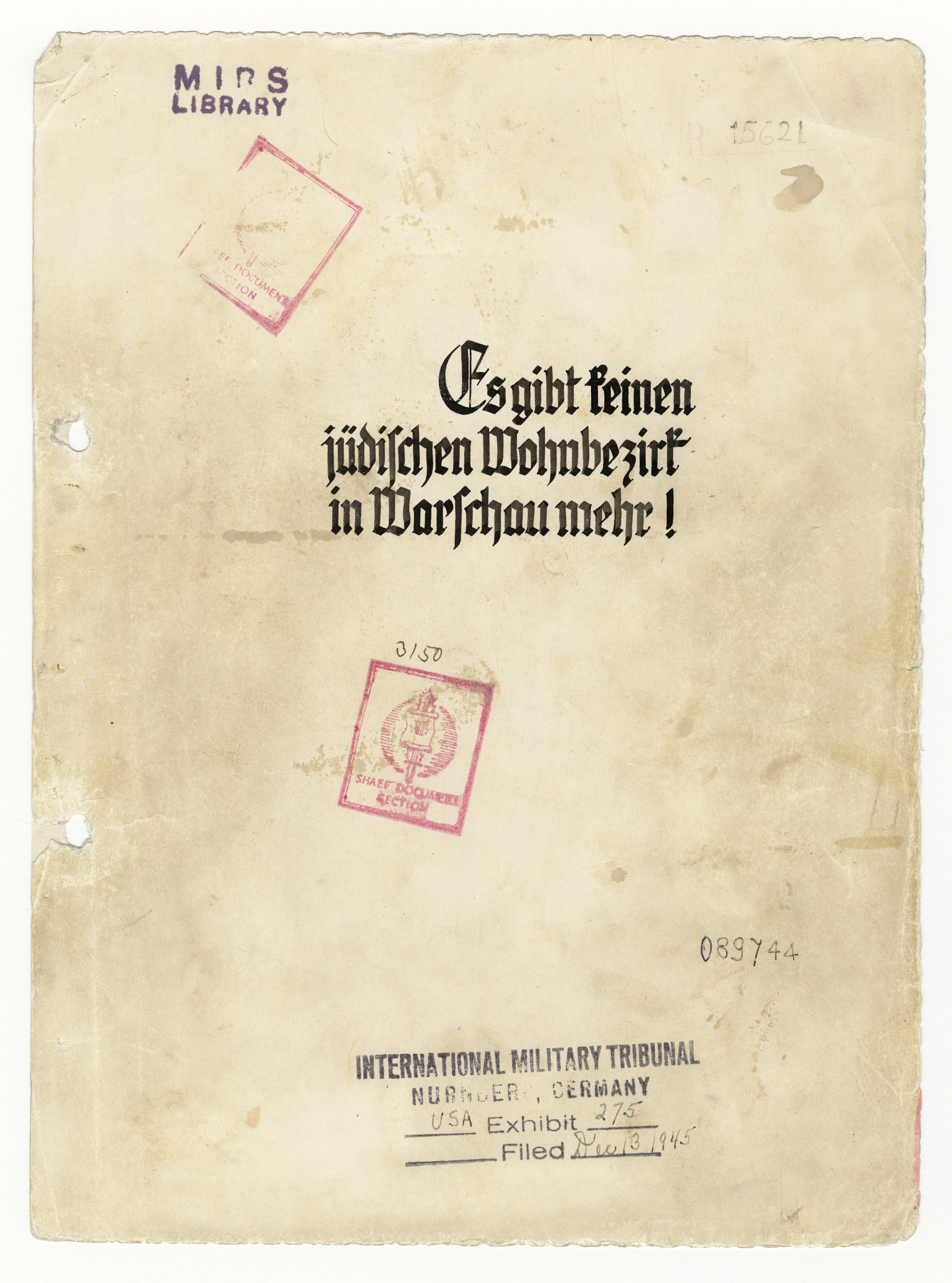
Stroop-Bericht (Eröffnungsschreiben vom 16. Mai, letzter Eintrag vom 24. Mai 1943).

Ein bekanntes Foto aus dem Bericht zeigt eine Gruppe verhafteter jüdischer Zwangsarbeiter, die als „Abteilungsleiter“ einer Rüstungsfirma bezeichnet werden. Nach Angaben von Smuss handelt es sich bei den abgebildeten Personen um ihn selbst (achter von rechts, im langen Mantel), seinen Vater (siebter von rechts) sowie weitere Kollegen, die bei der Rüstungsfirma Brauer zur Arbeit gezwungen worden waren. Im Hintergrund des Bildes sind beschädigte Stahlhelme sichtbar, „Rüstungsgüter“ die zur Wiederverwertung vorgesehen waren.
Der Aufstand endete mit der systematischen Zerstörung des Ghettos durch die deutsche Besatzung – darunter gezielte Brandlegung, der Einsatz schwerer Waffen, das Fluten unterirdischer Verstecke und Massenerschießungen. Der abschließende Stroop-Bericht spricht von der „Vernichtung des jüdischen Wohnbezirks in Warschau“.

### Beinahe-Deportation nach Treblinka
Nach der Niederschlagung des Warschauer Ghettoaufstands im Frühjahr 1943 wurden die verbliebenen arbeitsfähigen Jüdinnen und Juden von den deutschen Besatzungsbehörden zum sogenannten „Umschlagsplatz“ gebracht – dem zentralen Sammelpunkt in der Nähe des Bahnhofs, von dem aus Transporte in die Vernichtungslager organisiert wurden. Dort warteten sie teilweise mehrere Stunden oder Tage, bevor sie in Viehwaggons verladen wurden. Um die für einen Transport festgelegte Zahl an Deportierten zu erreichen, wurde zusätzliches „Menschenmaterial“ vom Flughafen Warschau herbeigeschafft. Smuss und seine Gruppe gehörten zu den dort versammelten Häftlingen. Der vermutlich letzte planmäßige Deportationszug aus dem Warschauer Ghetto mit dem Ziel Vernichtungslager Treblinka stand zur Abfahrt bereit.
Beim Erreichen der Gleisabzweigung bei Malkinia wurde der Transport jedoch gestoppt: Fahrzeuge der Wehrmacht blockierten die Strecke. Es kam zu einem Streitgespräch zwischen Offizieren der Luftwaffe und den begleitenden SS-Wachen. Die Offiziere forderten die Rückgabe ihrer als „kriegswichtig“ eingestuften jüdischen Zwangsarbeiter. Nach etwa dreißig Minuten wurde dem Verlangen offenbar stattgegeben: Anstatt weiter nach Treblinka, fuhr der Zug zurück zum Warschauer Flughafen. Dort wurden die angeforderten Arbeiter aufgefordert, aus den Waggons zu treten.
Nach Angaben von Michael Smuss gelang es ihm, gemeinsam mit seinem Vater und mehreren weiteren Personen ebenfalls auszusteigen. Mithilfe seiner Deutschkenntnisse habe er sich und andere als Fachkräfte ausgegeben, wodurch sie von der SS nicht erneut in den Zug gedrängt wurden. Auf diese Weise entgingen sie der Deportation ins Vernichtungslager Treblinka.

### Budzyń und Mielec – Zwangsarbeit im Dienst der Kriegswirtschaft
Nach seiner Rückverlegung aus Warschau kam Michael Smuss in das Zwangsarbeitslager Budzyń im Distrikt Lublin, das Teil des nationalsozialistischen Lagersystems zur Ausbeutung jüdischer Arbeitskraft war. Die Verbringung erfolgte per Lastwagen. Das Lager stand von Anfang 1943 bis Ende August desselben Jahres unter dem Kommando von SS-Oberscharführer Reinhold Feix, dessen gewaltsames Vorgehen gegenüber Häftlingen in späteren Berichten mehrfach thematisiert wurde.
Michael Smuss wurde dort von seinem Vater getrennt. Er selbst wurde einer Arbeitsgruppe zugeteilt, die täglich zur Flugzeugfabrik Heinkel nach Mielec verlegt wurde – einem späteren Außenlager des KZ Plaszów. Dort wurden jüdische Zwangsarbeiter als Mechaniker, Monteure und Hilfskräfte in der Rüstungsproduktion eingesetzt.
Sein Vater blieb im Lager Budzyń und arbeitete laut Zeitzeugen als Dolmetscher. Nach Angaben aus dem Widerstandskreis im Lager wurde er eines Nachts von Reinhold Feix erschossen, angeblich wegen eines Fluchtversuchs. Um eine ähnliche Gefährdung für Michael Smuss zu vermeiden, organisierten Mitgefangene seinen dauerhaften Arbeitseinsatz außerhalb des unmittelbaren Zugriffsbereichs von Feix in Mielec.
Die Arbeit in der Flugzeugproduktion bot für die betroffenen Häftlinge zeitweise einen relativen Schutz vor Deportation und Mord. Hintergrund war unter anderem die zunehmende Nervosität der nationalsozialistischen Führung nach Widerstandshandlungen jüdischer Häftlinge. Besonders der Aufstand im Vernichtungslager Sobibór am 14. Oktober 1943, bei dem rund 600 Gefangene zu fliehen versuchten, wird als möglicher Auslöser für einen geheimen Befehl von Heinrich Himmler genannt, wonach sämtliche Arbeitslager „aus Sicherheitsgründen zu liquidieren“ seien.
Dieser Befehl mündete Anfang November 1943 in die sogenannte „Aktion Erntefest“. Dabei handelte es sich um eine koordinierte Massenerschießung von über 40.000 jüdischen Häftlingen in den Lagern Majdanek, Trawniki und Poniatowa. Die Aktion wird nicht der „Aktion Reinhardt“ zugerechnet, sondern gilt als eigenständiges Vernichtungsprogramm, einem Vorläufer der „Aktion 1005“, mit der das Regime bereits seine Spuren zu tilgen versuchte.
Die Lager Budzyń und Mielec blieben von der Aktion Erntefest verschont. Historiker vermuten, dass dies mit ihrer kriegswirtschaftlichen Funktion und der organisatorischen Einbindung in die Rüstungsproduktion zusammenhängt. Zwar unterstand auch Mielec der SS, doch übten die beteiligten Rüstungsunternehmen offenbar Einfluss auf den Erhalt ihrer Arbeitskräfte aus. In diesem Spannungsfeld zwischen ökonomischem Nutzen und nationalsozialistischer Vernichtungsideologie (siehe auch Aktion 14f13) konnte ein Teil der Häftlinge überleben – darunter auch Smuss.

### Von Wieliczka nach Flossenbürg – Letzte Stationen der Zwangsarbeit
Im Sommer 1944, als die Rote Armee sich Krakau näherte, begannen die nationalsozialistischen Behörden mit der Evakuierung mehrerer Lager im besetzten Polen. Auch Häftlinge aus dem Aussenlager Wieliczka des KZ Plaszów wurden in dieser Phase verlegt. Michael Smuss befand sich in einer Gruppe von Zwangsarbeitern, die nach dem 20. Juli 1944 in das unterirdische Salzbergwerk gebracht wurden. Dort sollten im Rahmen der Untertage-Verlagerung in provisorischen unterirdischen Werkstätten Flugzeugteile für die deutsche Luftwaffe gefertigt werden.
Die Arbeitsbedingungen waren extrem schlecht: Hohe Luftfeuchtigkeit, mangelhafte Beleuchtung und ungeschützte Stromkabel in wasserführenden Stollen machten die Arbeit gefährlich. Nach wenigen Tagen wurde die Gruppe erneut verlegt – zunächst in Richtung Auschwitz. Der Zug erreichte das Lager jedoch nicht. Laut späteren Angaben erfolgte auf Anforderung der Messerschmitt-Flugzeugwerke eine Weiterleitung in das Konzentrationslager Flossenbürg in der Oberpfalz. Die Fahrt dorthin dauerte mit Wartezeiten etwa zwei Tage und erfolgte ohne Verpflegung (Nahrung). Nach Aussagen von Michael Smuss hätten viele der Mitgefangenen auf der Fahrt verzweifelt um Wasser gefleht.

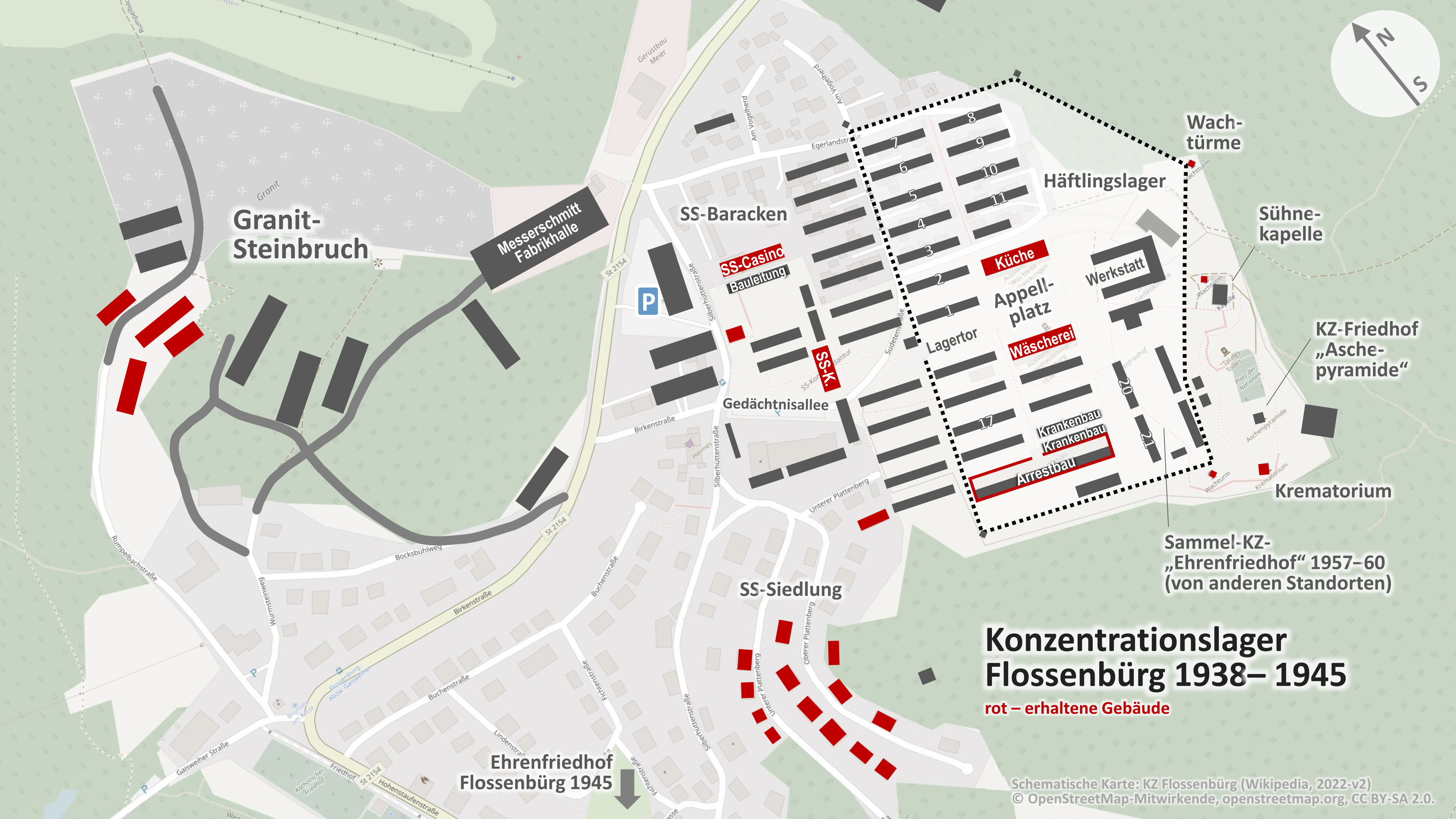
Schematische Karte KZ Flossenbürg 1938–45.

Bei der Ankunft in Flossenbürg mussten die Häftlinge ihre Kleidung ablegen und wurden zur sogenannten „Dusche“ geführt. Die Angst vor einer möglichen Vergasung war groß, doch es kam tatsächlich Wasser aus den Brausen. Anschließend erhielten sie die typische gestreifte Lagerkleidung, sogenannte „Winkel“ zur Kennzeichnung der Häftlingsgruppe sowie „Holzschuhe“. Smuss wurde mit der Häftlingsnummer 60109 tätowiert. Eine auf die Stirn geschriebene Ziffer bestimmte den vorgesehenen Arbeitseinsatz: 1 für den Steinbruch, 2 für die Rüstungsfabrik.
Obwohl Smuss der Rüstungsproduktion zugeteilt war, musste er zunächst im Granit-Steinbruch arbeiten. Dort herrschten besonders harte Bedingungen: schwere körperliche Arbeit, Gewalt durch Aufseher, Abstürze und völlige Erschöpfung. Nach eigenen Angaben wurden viele Häftlinge bereits in den ersten Tagen Opfer der Strapazen. Smuss wurde nach kurzer Zeit in ein Messerschmitt-Kommando der Messerschmitt-Werke überstellt, wo Flugzeuge vom Typ Bf 109 gefertigt wurden.
In den Werkshallen galt ein streng geregeltes Drei-Schicht-System mit jeweils acht Stunden Arbeitszeit. Dennoch kam es auch dort regelmäßig zu Misshandlungen durch Wachpersonal. Smuss berichtete rückblickend, dass Häftlinge auf dem Weg zum Einsatzort von SS-Wachen und sogenannten ukrainischen Hilfskräften mit Gewehrkolben geschlagen wurden.
Die Lebensbedingungen im Lager Flossenbürg waren allgemein extrem belastend: Überbelegung, Hunger, Typhuserkrankungen und regelmäßig durchgeführte Hinrichtungen dezimierten die Arbeitsgruppen. Die mehrmals täglich stattfindenden Appelle dauerten oft stundenlang. Häftlinge, die währenddessen zusammenbrachen oder sich bewegten, wurden geschlagen oder erschossen. Besonders gefürchtet waren die sonntäglichen Appelle, bei denen öffentliche Hinrichtungen stattfanden. Auch einfache Aufgaben wie der Bettenbau konnten bei Verstößen zu Gewalt oder Todesstrafe führen. Um nicht negativ aufzufallen, meldeten sich manche Häftlinge freiwillig zu sogenannten „Sondereinsätzen“, auch an Ruhetagen.
Bei einem dieser Einsätze bemerkte Michael Smuss nach eigener Aussage das Ergebnis einer derartigen Exekution: Am Wegrand hingen drei Männer in deutschen Offiziersuniformen. Es soll sich, so Smuss, um Generäle gehandelt haben. Das Ereignis sei möglicherweise Teil einer der letzten planmäßigen Exekutionen im Lager gewesen. Aus Angst vor Entdeckung habe er nur einen kurzen Blick gewagt, bevor er weitergehen musste.

### Evakuierung – Marschrichtung Dachau
Im April 1945 begann die SS mit der Räumung des Konzentrationslagers Flossenbürg. Infolge des Vorrückens der Alliierten wurden tausende Häftlinge in sogenannten Evakuierungstransporten nach Süden verlegt. Am 16. April 1945 verließ ein Güterzug mit jüdischen Gefangenen, darunter Michael Smuss, das Lager in Richtung Dachau/Bayern.
In der Nähe des Ortes Floß wurde der Zug von amerikanischen Tieffliegern beschossen, vermutlich unter der Annahme, es handle sich um einen deutschen Militärtransport. Zahlreiche Häftlinge wurden getötet oder verletzt. Beim Versuch einiger Gefangener zu fliehen, eröffneten SS-Wachen das Feuer. Weitere Personen kamen dabei ums Leben. Der Transport wurde anschließend fortgesetzt.
Nach einem weiteren Angriff bei Schwarzenfeld wurde die Lokomotive zerstört. Die Überlebenden wurden aus den Waggons getrieben und in Marschgruppen zu etwa 200 Personen aufgeteilt. Der weitere Weg führte zu Fuß in Richtung Südosten. Häftlinge, die nicht mehr gehfähig waren, wurden laut Zeitzeugenberichten von SS-Wachen erschossen oder erschlagen.
In der Nähe des Ortes Stamsried näherten sich US-amerikanische Truppen. Die Bewacher warfen ihre Waffen weg und flohen, für die Häftlinge war der Todesmarsch zu Ende. Michael Smuss wurde später von amerikanischen Soldaten aufgenommen und in ein Krankenhaus gebracht.

### Zwischen Trümmern und Hoffnung – Schritte in ein neues Leben
Nach der Befreiung aus der nationalsozialistischen Verfolgung überlebte Michael die schweren körperlichen und psychischen Folgen von Haft, Zwangsarbeit und Flucht. In einem von der US-Armee geführten Krankenhaus erhielt er medizinische Versorgung und erste Stabilisierung. Die anschließende Entlassung markierte den Beginn eines neuen Lebensabschnitts – die Herausforderung, den eigenen Lebensweg nach der Shoa neu zu orientieren.
Auf der Suche nach überlebenden Angehörigen reiste Michael nach Łódź zurück. Dort traf er auf seine Mutter und Schwester, die ebenfalls überlebt hatten. Aufgrund antisemitischer Anfeindungen gegenüber zurückkehrenden Jüdinnen und Juden in Polen entschieden sie sich, das Land erneut zu verlassen. Die Familie gelangte in die amerikanische Besatzungszone nach Deutschland und wurde im DP-Lager Lampertheim aufgenommen.
Das Lager bot – wie viele Einrichtungen für Displaced Persons – eine erste soziale Struktur, Unterkunft sowie Zugang zu Bildungs- und Unterstützungsangeboten. Hier engagierte sich Michael in der zionistisch-sozialistischen Jugendbewegung Hashomer Hatza'ir und beteiligte sich an der Verbreitung der Alija-Idee, die die Auswanderung nach Eretz Israel zum Ziel hatte.
Ein Versuch, in der früheren Heimatstadt Danzig (heute Gdańsk) nach weiteren Spuren der Familie zu suchen, verlief erfolglos. Die Stadt war weitgehend zerstört, das Wohnhaus nicht mehr existent. Eine Rückkehr erschien unter den gegebenen Umständen nicht möglich.
Nach der Gründung des Staates Israel 1948 und den folgenden militärischen Auseinandersetzungen, insbesondere der Schlacht von Latrun, kam es bei Michael zu einer politischen und persönlichen Neuorientierung. Anstelle einer Auswanderung nach Israel entschied sich die Familie für die Emigration in die Vereinigten Staaten. Im Jahr 1950 reisten sie mit einem Liberty-Schiff über den Atlantik und erreichten New York.

### Neue Welt – Neues Leben: Eine Illusion
Nach seiner Ankunft in den Vereinigten Staaten erhielt Michael eine Wohnung und nahm eine Arbeit auf. Er heiratete, gründete eine Familie und begann ein Studium am City College of New York. 1956 schloss er dort seine Schulausbildung mit einem Highschool-Abschluss in Buchhaltung und Steuerrecht ab.
Über seine traumatischen Erlebnisse während der Shoa schwieg Michael jedoch. Weder seine Frau noch seine Kinder erfuhren in den frühen Jahren von seinem Leidensweg, von der Bedeutung seiner Häftlingsnummer oder von den Umständen seiner Vergangenheit. Erst viel später kam es vereinzelt zu Gesprächen, jedoch blieben Fragen oft unbeantwortet – das Schweigen überwog.
Trotz der seelischen Belastung baute Michael sich wirtschaftlich eine Existenz auf. Er gründete ein eigenes Getränkegeschäft und erzielte anfänglich unternehmerischen Erfolg. Doch wirtschaftliche und rechtliche Schwierigkeiten führten schließlich zur Schließung des Betriebes.
Parallel zu diesen Rückschlägen traten zunehmend psychische Probleme zutage. Michael litt unter posttraumatischer Belastung und quälenden Albträumen. Die Ursachen lagen im Dunkeln, und eine therapeutische Behandlung in einer Klinik brachte keine Besserung – im Gegenteil: Die verordneten Medikamente verschärften seine Symptome, und er verlor zunehmend das Gefühl, Kontrolle über sein Leben zu haben.
Um seiner Familie keine Belastung zu sein, zog Michael sich zurück und trennte sich 1979 von Frau und Kindern. Er verließ die Vereinigten Staaten und reiste nach Israel, wo er bis heute lebt.
Dort begann ein neuer Lebensabschnitt – als Künstler fand er Ausdruck für sein inneres Erleben. Mit seiner Werkreihe Reflections of a Survivor („Reflexionen eines Überlebenden“) machte er sich international einen Namen.

### Die eigene Alija – Entscheidung für Israel
Nach seiner Ankunft in Israel fand Michael dank seiner Sprachkenntnisse rasch Arbeit in Tel Aviv. Vor allem aber begegnete er dort Menschen, die ähnliche Erfahrungen durch die Shoa gemacht hatten. Er entschied sich, nicht länger medizinische Hilfe in Anspruch zu nehmen, sondern sich selbst neu zu orientieren – durch künstlerische Selbstreflexion.
Er begann zu malen – zunächst autodidaktisch, durch reines Ausprobieren. Ein Nachbar, der Cello spielte, wurde zur klanglichen Inspirationsquelle. Oft malte Michael, während er der Musik lauschte – eine Verbindung, die sich für ihn als heilend erwies. Er selbst formulierte später: „Die Musik und das Malen halfen mir, mein Leben wieder in den Griff zu bekommen.“
Über seinen wachsenden Freundeskreis wurde Michael nach Arad (siehe auch Tel Arad) in die Wüste Negev eingeladen. Ein Bekannter hatte dort ein Spa gegründet, mitten in der stillen Weite der historischen Wüstenlandschaft. Hier lernte Michael Ruthy kennen – seine spätere Frau, die für ihn zur großen Liebe und emotionalen Stütze wurde. Mit ihr fand er seinen Weg zurück ins Leben. Nach ihrer Heirat zogen sie gemeinsam zurück nach Tel Aviv.
In dieser Phase traf Michael die bewusste Entscheidung, seine Geschichte nicht länger zu verdrängen, sondern künstlerisch zu erzählen. Die Malerei wurde für ihn zu einem Instrument der Erinnerung, Verarbeitung und Kommunikation. Ab etwa 1983 – rund vier Jahrzehnte nach seinen Erlebnissen im Holocaust – begann eine intensive kreative Phase, geprägt durch experimentelle Ansätze und stark emotionale Ausdrucksformen.
Als Autodidakt entwickelte er seinen ganz eigenen Stil, der sich verschiedener Ausdrucksmittel bediente, darunter auch Collagen. Seine Werke reichen stilistisch von expressiven Kompositionen in dunklen, schweren Farbtönen bis hin zu kontrastreichen Bildern mit leuchtenden Akzenten – oft symbolisch eingesetzt, um Hoffnung, Fragmentierung oder emotionale Übergänge zu illustrieren.
Ein zentrales Element seiner Kunst ist der Bezug auf konkrete historische oder persönliche Ereignisse. Durch den gezielten Einsatz von Materialschichtungen, strukturellen Kontrasten und variierendem Pinselduktus gelingt es ihm, emotionale Zustände visuell zu transportieren. Die Collagetechnik – mit eingefügten Texturen, Fragmenten oder symbolhaften Elementen – eröffnet dabei zusätzliche Ebenen der Interpretation und bringt die komplexen Themen von Erinnerung, Trauma und Identität greifbar näher.
Die Werke Michaels laden nicht nur zur Betrachtung, sondern zur Auseinandersetzung ein. Sie schaffen eine Verbindung zwischen individueller Erinnerung und kollektiver Geschichte – und ermöglichen so Einblicke in eine Erfahrungswelt, die für viele außerhalb des Überlebenskontextes nur schwer zugänglich ist.

## Audio-CDs
- Thomas Muggenthaler: Dem vergessen entrissen – Fünf Radiodokumentationen. Bayerischer Rundfunk, 2009, u. a. CD 2, Dem Vergessen entrissen, Terror im Lager. Track 5, OCLC 705685649.